# Paul Poux

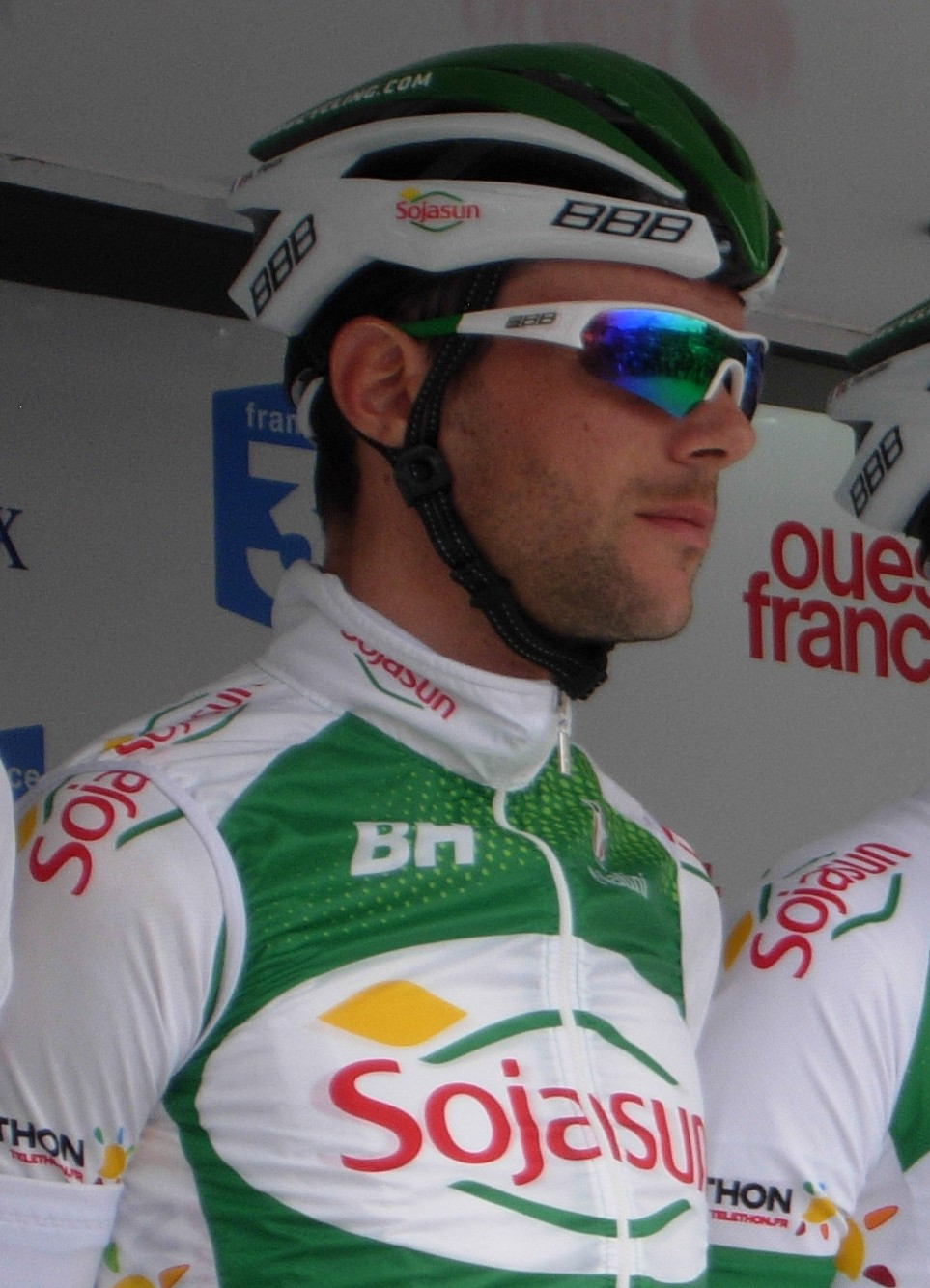
Paul Poux 2013

Paul Poux (* 9. Juli 1984 in Angoulême) ist ein französischer Radrennfahrer.
Paul Poux wurde 2009 Vierter beim Chrono d'Or. In der Saison 2010 fuhr er für die Nachwuchsmannschaft Sojasun Espoirs ACNC. In diesem Jahr gewann er das Einzelzeitfahren beim Circuit des Ardennes und den Grand Prix du Muguet. Bei der französischen Meisterschaft belegte er den fünften Platz beim Zeitfahrwettbewerb. Ende der Saison fuhr er für das Professional Continental Team Saur-Sojasun als Stagiaire, bei dem er einen Profivertrag für die Folgesaison erhielt. Für diese Mannschaft gewann er 2011 eine Etappe der Tour de Bretagne und 2012 die Gesamtwertung und eine Etappe Rhône-Alpes Isère Tour sowie den Prolog der Boucles de la Mayenne.
Ende der Saison 2013 beendete er seine Karriere als Berufsradfahrer und fuhr anschließend für die Vereinsmannschaft AC Nersac.

## Erfolge
2010
- eine Etappe Circuit des Ardennes

2011
- eine Etappe Tour de Bretagne

2012
- Gesamtwertung und eine Etappe Rhône-Alpes Isère Tour
- Prolog Boucles de la Mayenne

## Teams
- 2010 Saur-Sojasun (Stagiaire)
- 2011 Saur-Sojasun
- 2012 Saur-Sojasun
- 2013 Sojasun